# Fiaker

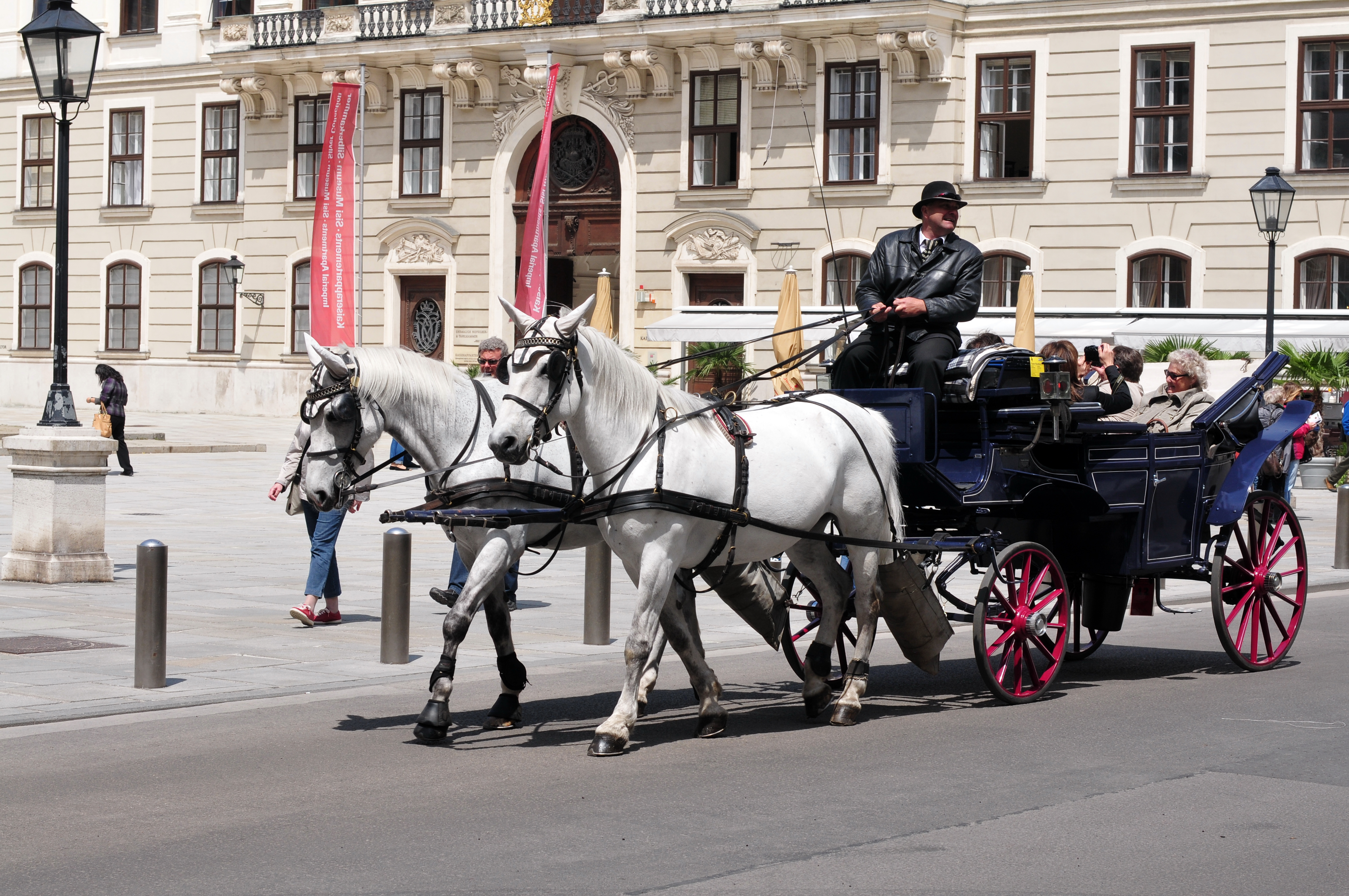
Open fiaker in Wenen

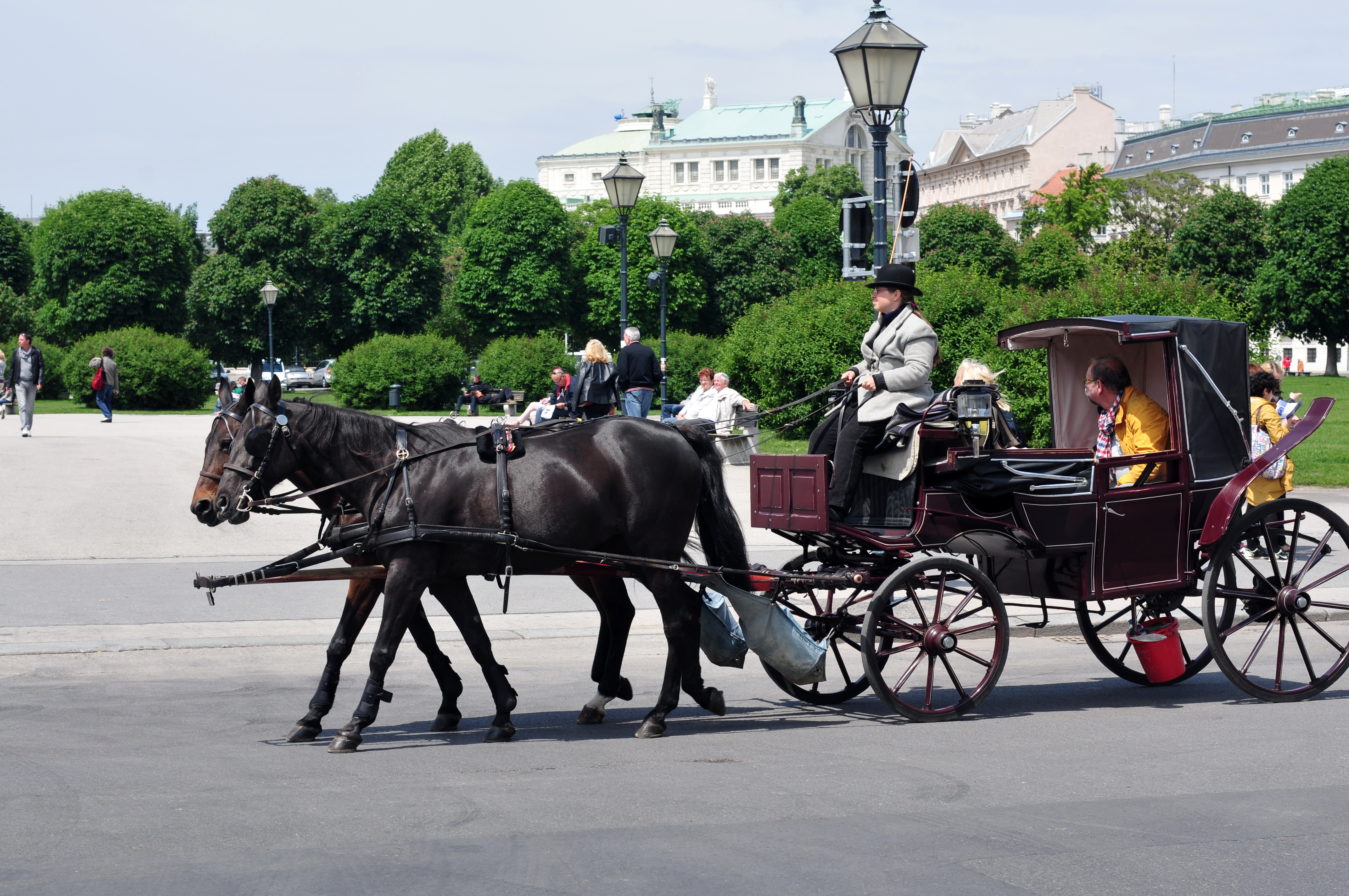
Halfopen fiaker

Een fiaker is een huurkoets voor passagiers die wordt voortbewogen door een dubbelspan paarden. Deze huurkoetsen vindt men nog in diverse oude steden zoals Wenen, waar zij worden ingezet als toeristische attractie. 'Fiaker' is ook de aanduiding voor de koetsier van deze wagen.
Het begrip 'fiaker' kwam in de 18e eeuw uit Frankrijk, waar in Parijs in de Rue de Saint Fiacre de eerste standplaats voor huurkoetsen bestond. Deze werd al sinds 1662 bedreven door de koopman en paardenhandelaar Nicolas Souvage. De straat was genoemd naar Sint-Fiacrius, die zich in de 7e eeuw vanuit Ierland in Frankrijk vestigde.
Fiakers hebben twee passagiersbanken (vis-à-vis) en bieden plaats aan vier passagiers. Ze hebben een tweedelige, neerklapbare overkapping. De bouwwijze van een fiaker is te vergelijken met die van een landauer. In noordelijke gebieden in Duitsland noemde men een huurkoets ook een 'Droschke'.

## Afbeeldingen

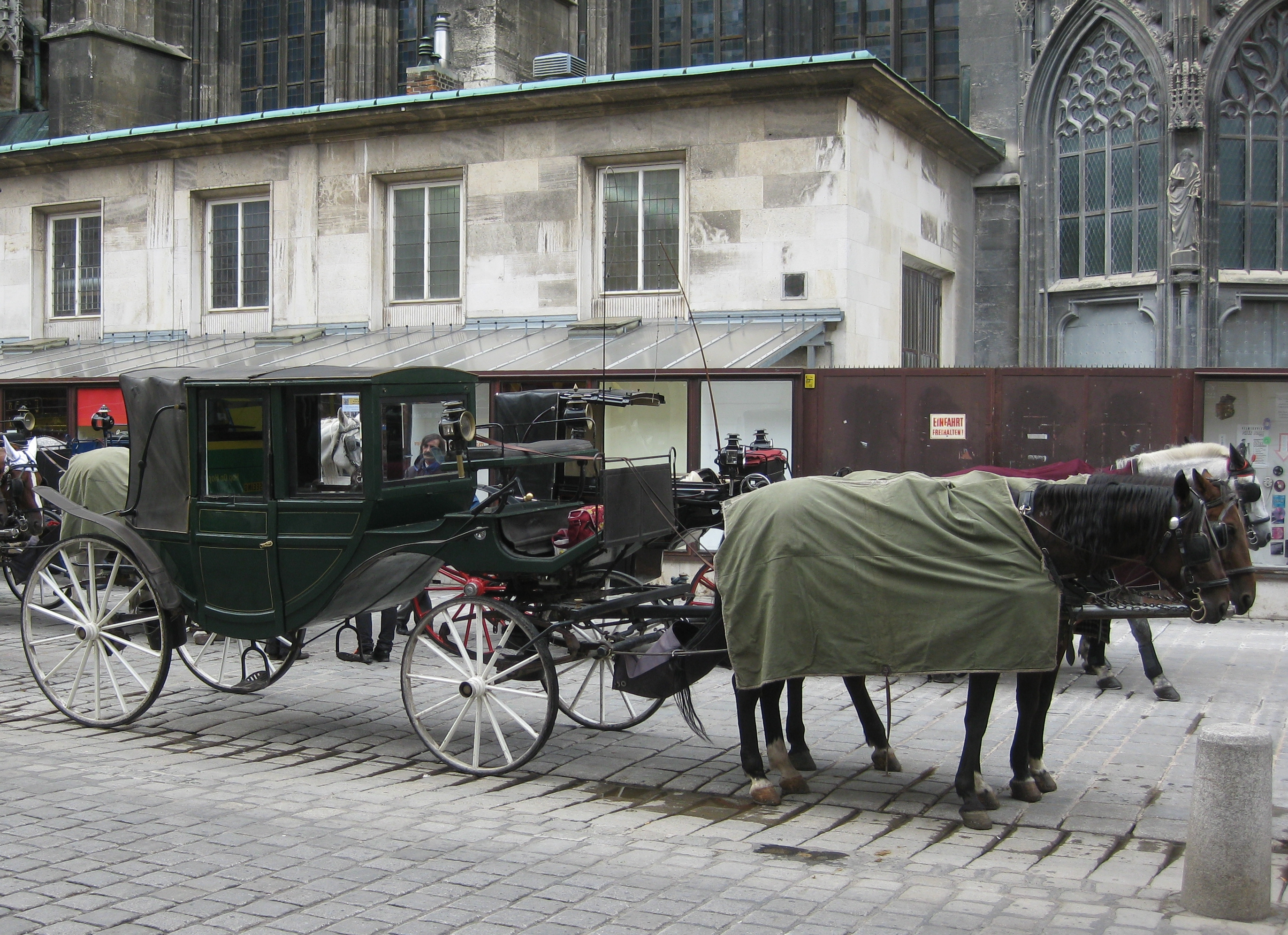
Gesloten fiaker
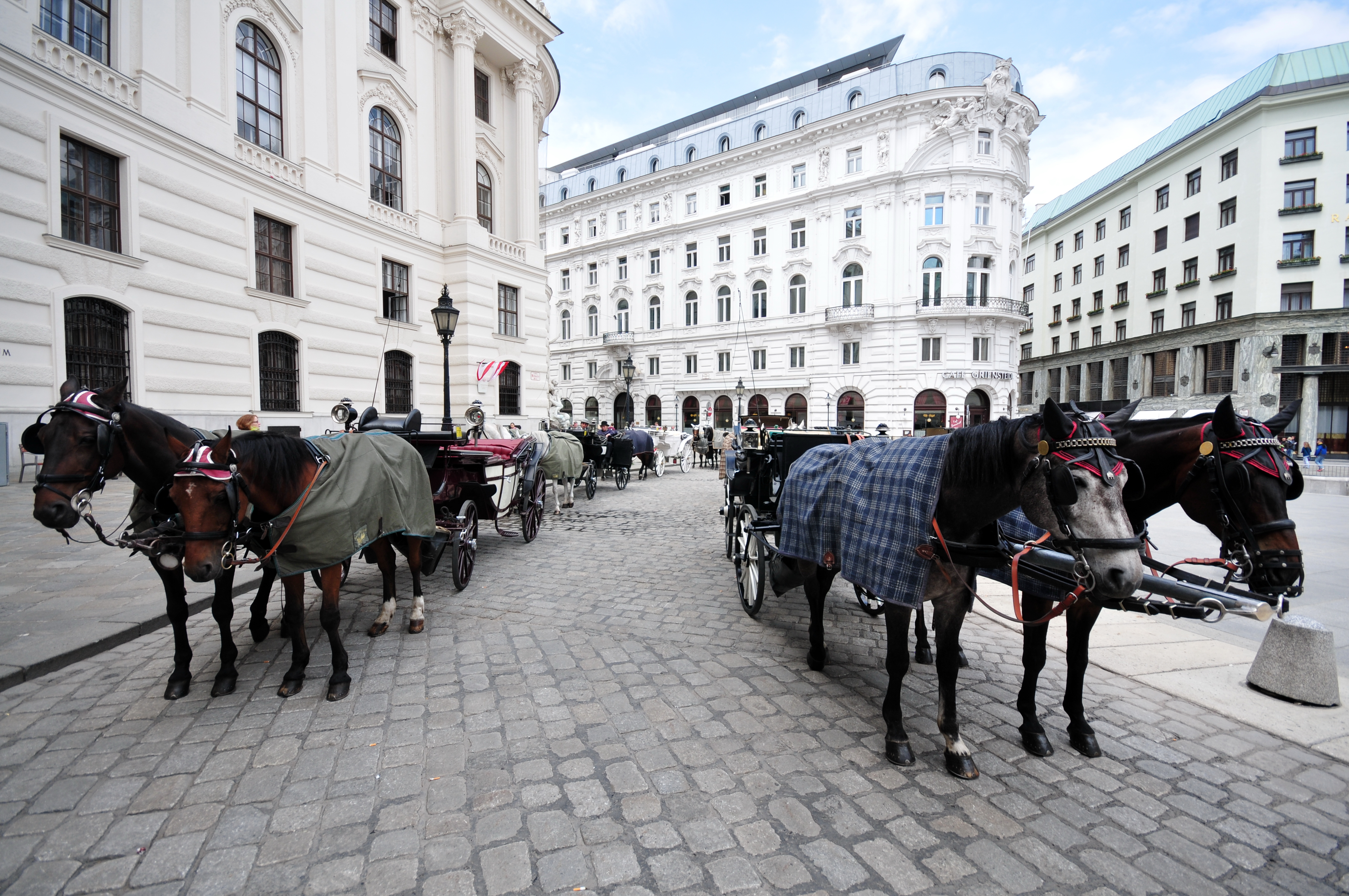
Standplaats in Wenen